# Агапит Палестринский
Агапит (около 258, Палестрина — 273, там же) — святой мученик. День памяти — 18 августа.
Святой Агапит родился примерно в 258 году в Палестрине, скорее всего, в известной семье Анисии. Отправившись в Рим в молодом возрасте, чтобы заняться изучением римского права, он узнал о жизни Христа и его проповедях. Он решил продолжить проповедь христианства и отказаться от почитания римских богов и, следовательно, согласиться жить беженцем из-за римских гонений.
Святой Агапит был замучен в Палестрине в возрасте 15 лет при императоре Аврелиане. Как сообщается в римском мартирологе 1586 года:
In Praeneste, dies natalis di sant’Agapito martire, che essendo di 15 anni e ardendo di amore per Cristo, per ordine di Aureliano, fu steso sull’eculeo e battuto a lungo con crudi flagelli; poi sotto Antioco prefetto, soffrì supplizi ancora più crudeli, e in ultimo, essendo esposto ai leoni e non riportando alcun danno, con il taglio della testa ricevette la corona.
Иными словами, святой Агапит был жестоко избит батогами. Затем при префекте Антиохе его подвергли ещё более жестоким мучениям, и, наконец,
травили львами, которые не принесли ему вреда. Наконец, ему отрубили голову и он стяжал венец мученика.